# Арутюнян, Арсен (горнолыжник)
Арсе́н Арутюня́н (арм. Արսէն Հարությունյան, 16 марта 1968, Цахкадзор, Армянская ССР, СССР) — армянский горнолыжник. Участник зимних Олимпийских игр 1998 и 2002 годов.

## Биография
Арсен Арутюнян родился 16 марта 1968 года в городе Цахкадзор.
В 1994 году был знаменосцем сборной Армении на зимних Олимпийских играх в Лиллехаммере.
В 1998 году вошёл в состав сборной Армении на зимних Олимпийских играх в Нагано. В слаломе занял 27-е место, показав по сумме двух заездов результат 2 минуты 15,11 секунды и уступив 25,80 секунды победителю Хансу Петтеру Буросу из Норвегии.
В 2002 году вошёл в состав сборной Армении на зимних Олимпийских играх в Солт-Лейк-Сити. Выступал в слаломе, но не смог завершить первый заезд и выбыл из розыгрыша. Был знаменосцем сборной Армении на церемонии открытия Олимпиады.
Живёт в США, работает тренером горнолыжного клуба «Солитьюд».